# Thelypodiopsis purpusii
Thelypodiopsis purpusii är en korsblommig växtart som först beskrevs av Townshend Stith Brandegee, och fick sitt nu gällande namn av Reed Clark Rollins. Thelypodiopsis purpusii ingår i släktet Thelypodiopsis och familjen korsblommiga växter. Inga underarter finns listade i Catalogue of Life.